# Carlos Aguilera Martín
Juan Carlos Aguilera Martín (Madrid, 22 maggio 1969) è un ex calciatore spagnolo, di ruolo difensore.

## Carriera

### Club
Cresciuto nelle giovanili dell'Atlético Madrid, esordì in prima squadra il 26 marzo 1988 contro lo Sporting Gijón, dopo aver trascorso la stagione precedente nelle file dell'Atlético Madrid B. Trascorse 5 stagioni con i colchoneros, con cui vinse due Coppe del Re (1991 e 1992), nel 1993 passò al CD Tenerife, restandovi per 3 anni e contribuendo alla qualificazione della squadra isolana in Coppa UEFA con il 5º posto ottenuto nella stagione 1995-1996.
Nel 1996 Aguilera fece ritorno all'Atlético Madrid, con cui giocò fino alla fine della sua carriera nel 2005, disputando anche due stagioni in Segunda División (a seguito della retrocessione avvenuta nella Liga 1999-2000) ed accettando una riduzione dello stipendio nella stagione 2003-2004.

### Nazionale
Con la nazionale spagnola, con cui ha esordito il 24 settembre 1997 nella partita di qualificazione al campionato del mondo 1998 contro la Slovacchia, ha collezionato 7 presenze ed ha partecipato al campionato del mondo 1998, disputando le partite della fase a gironi contro Paraguay e Bulgaria.

## Statistiche

### Cronologia presenze e reti in nazionale
| Cronologia completa delle presenze e delle reti in nazionale ― Spagna | Cronologia completa delle presenze e delle reti in nazionale ― Spagna | Cronologia completa delle presenze e delle reti in nazionale ― Spagna | Cronologia completa delle presenze e delle reti in nazionale ― Spagna | Cronologia completa delle presenze e delle reti in nazionale ― Spagna | Cronologia completa delle presenze e delle reti in nazionale ― Spagna | Cronologia completa delle presenze e delle reti in nazionale ― Spagna | Cronologia completa delle presenze e delle reti in nazionale ― Spagna |
| Data                                                                  | Città                                                                 | In casa                                                               | Risultato                                                             | Ospiti                                                                | Competizione                                                          | Reti                                                                  | Note                                                                  |
| --------------------------------------------------------------------- | --------------------------------------------------------------------- | --------------------------------------------------------------------- | --------------------------------------------------------------------- | --------------------------------------------------------------------- | --------------------------------------------------------------------- | --------------------------------------------------------------------- | --------------------------------------------------------------------- |
| 24-9-1997                                                             | Bratislava                                                            | Slovacchia                                                            | 1 – 2                                                                 | Spagna                                                                | Qual. Mondiali 1998                                                   | -                                                                     | 62’                                                                   |
| 11-10-1997                                                            | Gijón                                                                 | Spagna                                                                | 3 – 1                                                                 | Fær Øer                                                               | Qual. Mondiali 1998                                                   | -                                                                     | 80’                                                                   |
| 19-11-1997                                                            | Palma di Maiorca                                                      | Spagna                                                                | 1 – 1                                                                 | Romania                                                               | Amichevole                                                            | -                                                                     | 46’                                                                   |
| 28-1-1998                                                             | Saint-Denis                                                           | Francia                                                               | 1 – 0                                                                 | Spagna                                                                | Amichevole                                                            | -                                                                     |                                                                       |
| 19-6-1998                                                             | Saint-Étienne                                                         | Spagna                                                                | 0 – 0                                                                 | Paraguay                                                              | Mondiali 1998 - 1º turno                                              | -                                                                     |                                                                       |
| 24-6-1998                                                             | Lens                                                                  | Spagna                                                                | 6 – 1                                                                 | Bulgaria                                                              | Mondiali 1998 - 1º turno                                              | -                                                                     | 16’                                                                   |
| 23-9-1998                                                             | Granada                                                               | Spagna                                                                | 1 – 0                                                                 | Russia                                                                | Amichevole                                                            | -                                                                     | 77’                                                                   |
| Totale                                                                |                                                                       | Presenze                                                              | 7                                                                     |                                                                       | Reti                                                                  | 0                                                                     |                                                                       |

## Palmarès
- Coppa di Spagna: 2

Atlético Madrid: 1990-1991, 1991-1992